# Air Hostess (film, 1959)
Pour les articles homonymes, voir Air Hostess.
Pour plus de détails, voir Fiche technique et Distribution.
Air Hostess (空中小姐, Kong zhong xiao jie) est un film hongkongais écrit et réalisé par Evan Yang, sorti en 1959. 
Le film comporte plusieurs passages musicaux de genres à la mode (mambo, calypso etc.), destinés à mettre en valeur la chanteuse et actrice Grace Chang.

## Histoire
Les débuts de 3 jeunes filles de la bonne société hongkongaise dans l'industrie du service à la personne en milieu aéronautique.

## Fiche technique
- Titre original : Kong zhong xiao jie (空中小姐)
- Titre international : Air Hostess
- Réalisation : Evan Yang
- Scénario : Evan Yang
- Société de production : Motion Pictures & General Investment Co. Ltd.
- Pays d'origine :  Hong Kong
- Langue originale : mandarin
- Format : Couleurs - 1,31:1 - Mono
- Genre : comédie documentaire aéronautique, film d'hôtellerie
- Durée : 107 min
- Date de sortie : 1959

## Distribution
- Grace Chang : Lin Ke-Ping, une jeune fille accorte et mélomane souhaitant entamer une carrière dans le domaine de l'accueil du public aéroporté
- Julie Yeh Feng : Chu Hsin-Chuan, une jeune fille accorte souhaitant entamer une carrière dans le domaine de l'accueil du public aéroporté
- Su Feng : Chen Huan, une jeune fille un peu effacée souhaitant entamer une carrière dans le domaine de l'accueil du public aéroporté
- Roy Chiao : Lei Tai-Ying, un séduisant pilote
- Jeanette Lin Tsui (es) : elle-même en passagère (cameo)
- Jose Prakash